# Kein Platz für Idioten
Kein Platz für Idioten ist ein Theaterstück in drei Akten von Felix Mitterer aus dem Jahr 1977.
Die Handlung des Volksstücks zeigt, wie ein Junge aufgrund seiner Behinderung von der Dorfgemeinschaft systematisch ausgeschlossen wird.

## Literarische Epoche
In Anknüpfung an österreichische Theatertraditionen (z. B. Nestroy, Brecht, Horváth) entstanden nach 1945 neue Formen des Volksstücks, insbesondere durch Autoren wie Helmut Qualtinger, Wolfgang Bauer und Felix Mitterer. Diese Werke setzen sich entweder mit der nationalsozialistischen Vergangenheit auseinander oder beleuchten die soziale Realität benachteiligter Gruppen.

## Inhalt
Die Möllinger-Bauern lehnen ihren behinderten Sohn Sebastian – genannt Wastl – ab und lassen ihn ihre Verachtung deutlich spüren. Nur der alte Plattl-Hans, ein Hilfsarbeiter auf dem Hof, nimmt sich seiner an. Er bringt Wastl das Lesen und Schreiben bei und behandelt ihn mit Menschlichkeit und Würde.
Als die beiden eines Abends im Gasthaus essen, stößt ihr Anblick auf Widerstand. Adi, ein Dorfbewohner, beschwert sich lautstark über ihre Anwesenheit. Trotz der besänftigenden Versuche seiner Freunde – darunter ein Gendarm – hetzt er weiter und zieht schließlich sogar ein deutsches Touristenehepaar in seine Tirade hinein. Als der Bürgermeister und Wirt des Gasthauses erscheint, warnt ihn Adi davor, dass Wastl den Tourismus gefährde. Der Wirt, in Sorge um den wirtschaftlichen Aufschwung durch eine neue Liftanlage, bittet Plattl-Hans daraufhin, künftig ohne Sebastian zu kommen.
Einige Monate später, in der Adventzeit, feiern Plattl-Hans und Sebastian dessen 17. Geburtstag. Der Alte hat sogar einen Radiosender gebeten, ein Lied für Sebastian im Wunschkonzert zu spielen. Genau während dieses Liedes erscheint einer der Männer aus dem Gasthaus mit beunruhigenden Neuigkeiten: Sebastian habe einem Mädchen beim Baden zugesehen, und nun wolle das Dorf ihn in eine Anstalt bringen – sogar seine Eltern hätten zugestimmt. Plattl-Hans gibt sich selbst die Schuld, da er die sexuelle Aufklärung des Jungen versäumt habe. Kurz darauf betritt der Gendarm mit zwei Pflegern die Wohnung. Sebastian wehrt sich, doch er wird abgeführt – gegen seinen Willen.

## Personenübersicht
Der alte Plattl-Hans
Ein mitfühlender, gutmütiger Mann, der auf dem Hof arbeitet. Im Gegensatz zu den Eltern glaubt er an Sebastians Lernfähigkeit und unterstützt ihn liebevoll. Er ist die einzige Bezugsperson, die dem Jungen Zuwendung und Respekt entgegenbringt.
Der Junge (Sebastian, Wastl)
Er ist seit seiner Geburt geistig behindert und lebt am Bauernhof seiner Eltern. Während seiner Jugend hat er niemals Zuneigung und Liebe erfahren. Für seine Eltern ist er nur ein nutzloser Esser. Als sich der Alte seiner annimmt, erfährt er erstmals Liebe und Zuneigung. Dem Jungen wird sexuelle Belästigung vorgeworfen. Er wird von der Gesellschaft nicht akzeptiert.
Möllinger-Bäuerin (Mutter)
Empathielos und grausam. Sie beschimpft ihren Sohn als „unnützen Fresser“ und „Missgeburt“, schlägt ihn und sieht ihn als Strafe Gottes. Für sie hat ihr Sohn keinen Wert.
Wirt (Bürgermeister)
Ein machtbewusster und wirtschaftlich denkender Lokalpolitiker. Um den Tourismus nicht zu gefährden, verbietet er dem Alten, mit Sebastian das Gasthaus zu besuchen.
Lois (1. Gast)
Zeigt Verständnis für Sebastian, erkennt dessen Lernfähigkeit und versucht, ihm zu helfen – jedoch ohne Erfolg.
Adi (2. Gast)
Der Anstifter. Für ihn ist der Tourismus wichtiger als Menschlichkeit. Er hetzt gegen Sebastian und instrumentalisiert die Situation für seine eigenen Interessen.
Gendarm
Der Gendarm verhält sich neutral und versucht die Probleme mit dem Jungen zu lösen.
Deutscher Gast & Ehefrau Elfriede
Touristen mit Vorurteilen. Elfriede zeigt sich besonders beunruhigt durch Sebastians Anwesenheit.

## Hintergründe
Mitterer wurde zu dem Stück 1974 durch einen realen Vorfall in einem Tiroler Touristenort inspiriert: Eine Mutter mit ihrem behinderten Kind wurde aus einem Gasthaus gewiesen, weil der Wirt um seinen Umsatz fürchtete.
Das Stück spielt Ende der 1970er Jahre in einem kleinen Tiroler Dorf und stellt die Frage, wie die Gesellschaft mit Menschen umgeht, die nicht der Norm entsprechen.
Zentrales Thema ist die Diskriminierung von Menschen mit Behinderung und die mangelnde Bereitschaft der Gesellschaft, diese als gleichwertig anzuerkennen. Mitterer zeigt auf, wie schnell Menschen ausgeschlossen, entrechtet und „aus dem Blickfeld“ gedrängt werden – besonders, wenn wirtschaftliche Interessen berührt sind.
Der Autor möchte schockieren, wachrütteln und zur Auseinandersetzung anregen. Denn in einer Gesellschaft, in der nur Leistung zählt, scheint für Menschen wie Sebastian kein Platz zu sein.

## Textausgabe
- Felix Mitterer: Kein Platz für Idioten. Haymon, Innsbruck 2008, ISBN 978-3-85218-805-8.

## Fernsehfilm
Felix Mitterer schrieb sein Theaterstück in ein Drehbuch um, Gedeon Kovács führte Regie, es spielten u. a. Gilbert von Sohlern, Monika Baumgartner, Peter Simonischek und Kurt Weinzierl. Der Fernsehfilm wurde am 25. April 1994 im ZDF erstmals gesendet.